# Black & Decker
Black & Decker est un fabricant américain d'outillages de bricolage et de jardinage. Le 12 mars 2010, Black & Decker a fusionné avec Stanley Works pour devenir Stanley Black & Decker. Elle est depuis une filiale à 100 % de cette compagnie-mère, mais elle a néanmoins conservé son propre siège social à Towson dans la banlieue de Baltimore (Maryland, États-Unis).  

## Histoire
Black & Decker Corporation a été fondé en 1910 à Baltimore par S. Duncan Black et Alonzo G. Decker comme un petit atelier d'usinage.
Le logo en forme d'hexagone est utilisé sous une forme ou une autre depuis 1912. Il représente un écrou hexagonal.  

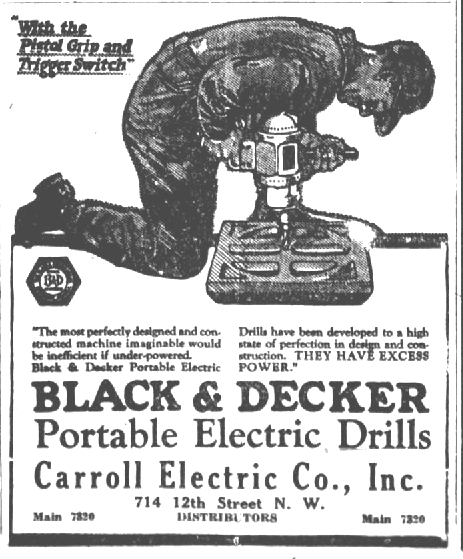
Publicité des États-Unis montrant l'utilisation de la perceuse avec le « pistolet » et l'interrupteur gâchette, des années 1920.

En 1917, Black & Decker invente la perceuse électrique portative, pour laquelle ils déposèrent un brevet sur la poignée type "pistolet" et l'interrupteur gâchette. La première usine est ouverte à Towson. Le siège social de la société y est toujours basé. 
En 1936, Black & Decker est coté en bourse au New York Stock Exchange.
En 1975, Francis P. Lucier succède à Alonzo G. Decker, Jr. comme président du conseil d'administration, c'est la première fois qu'un membre de la famille n'occupe pas ce poste.
En 1984, Black & Decker fait l'acquisition de la division petit électroménager de General Electric. En 1986, Nolan D. Archibald est nommé CEO (directeur général). En 1989, Black & Decker acquiert Emhart Corporation, qui possède des marques comme Kwikset, Price Pfister, les chevilles Molly, les rivets POP, les manches de clubs de golf True Temper et d'autres. La société est admise dans le Space Technology Hall of Fame de la Space Foundation pour sa contribution à l'outillage sans fil et aux programmes spatiaux Gemini et Apollo de la NASA. 
En octobre 2004, Pintair vend ses activités d'outillages à Black & Decker pour 775 millions de dollars.
En 2010, Black & Decker fusionne avec Stanley Works pour devenir Stanley Black & Decker

## Marques
Black & Decker Corporation fabrique et commercialise des produits sous les marques suivantes : 
- Black & Decker (sauf sur le continent américain où cette marque est commercialisée par la société Spectrum Brands[7])
- Stanley Tools
- DeWalt
- Porter-Cable
- Delta Machinery (vendu)
- DeVilbiss Air Power
- Kwikset (vendu)
- Baldwin (vendu)
- Weiser Lock (vendu)
- Price Pfister (vendu)
- Emhart Teknologies
- Oldham Blades
- Black and Decker Firestorm
- Vector
- DustBuster
- Corbin